# جون زنغ
جون زنغ (بالصينية: 曾俊華) (و. 1951  م) هو سياسي، وقاضي صلح ‏، وموظف مدني من الصين، والولايات المتحدة، ولد في هونغ كونغ.

## مناصب
تولى منصب وزير المالية (هونغ كونغ) (1 يوليو 2007–16 يناير 2017)
- Secretary for Commerce, Industry and Technology [الإنجليزية]‏ (4 أغسطس 2003–24 يناير 2006).

## التعليم
تعلم في معهد ماساتشوستس للتكنولوجيا، وثانوية ستايفسنت ‏، وكلية كينيدي بجامعة هارفارد، وBoston State College ‏، وجامعة ماساتشوستس في بوسطن.

## جوائز
حصل على جوائز منها:
- وسام غراند باوهينيا (الصين).